# Тоди

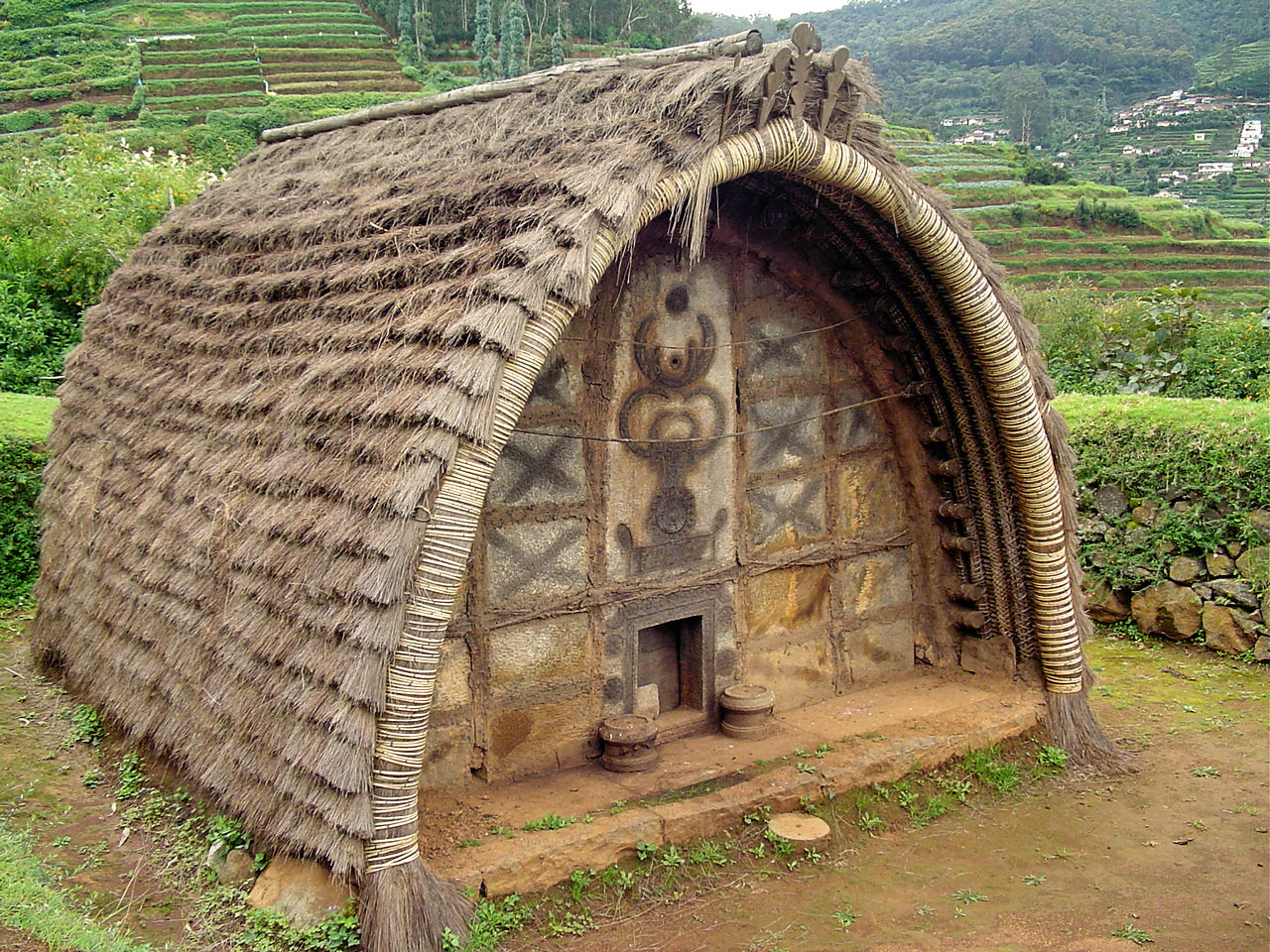
Традиційне житло тодів

Тоди — етнос в Південній Індії, одне із 18 аборигенних «племен» (англ. adivasi) гір Нілґірі (Блакитних гір). Загальна чисельність — не більше 1400 чоловік (2000). Мова тодів належить до дравідійської сім'ї, писемність — тамільське письмо. Число носіїв мови на 2000 рік — 600 чоловік.
Плем'я відрізняється від інших місцевих жителів світлішою шкірою і кучерявим волоссям. Традиційне харчування — суворе вегетаріанство. Тепер на землях, що раніше належали племені, розташоване місто Уті, відомий гірський курорт.
Це плем'я було детально описано в творі засновниці теософського товариства О. П. Блаватською «Загадочные племена на „Голубых горах“».
Основне традиційне заняття — скотарство.